# Eulaceura baraena
Eulaceura baraena är en fjärilsart som beskrevs av Corbet 1942. Eulaceura baraena ingår i släktet Eulaceura och familjen praktfjärilar. Inga underarter finns listade i Catalogue of Life.